# شیار تاجی
شیار کرونری (به انگلیسی: Coronary sulcus) یا شیار اوریکولوونتریکولار (به انگلیسی: Auriculoventricular (AV)) یک شیار بر روی سطح قلب که دهلیز را از بطن جدا می‌کند. این ساختار شامل تنه‌های سرخرگ‌های کرونری است. در سطح پشتی قلب، شیار کرونری حاوی سینوس تاجی است.

## ساختار
این شیار در رابطه با قفسه سینه در بخشی میانی غضروف دنده‌ای سوم سمت چپ است و تا میانه غضروف ششم ادامه دارد. بافت چربی آب‌شامه معمولاً در امتداد شیار کرونری متمرکز شود.
دو شیار کرونری در قلب وجود دارد که شامل شیار کرونری چپ و راست است.

### شیار کرونری چپ
شیار کرونری چپ از بخش پشتی تنه سرخرگ ریوی منشأ می‌گیرد و به سمت پایین حرکت می‌کند و دهلیز چپ و بطن چپ را از هم جدا می‌کند. این شیار در کنار شاخه خمیده سرخرگ کرونری چپ و سینوس تاجی است.

### شیار کرونری راست
شیار کرونری راست از قدام و بالاتر از سطح جناغی قلب شروع می‌شود. موقعیت آن با محل جای‌گیری سرخرگ کرونری راست و رگ کوچک قلب مشخص می‌شود. شیار کرونر راست دهلیز راست را از سمت راست بطن راست تحتانی جدا می‌کند. سپس شیار کرونری راست از پایین به سطح دیافراگم قلب منتقل شده و به سمت چپ حرکت می‌کند.

## اهمیت بالینی
شیار کرونری چپ اغلب در اکوکاردیوگرافی نادیده گرفته می‌شود. در نتیجه، می‌توان دریافت که تغییرات طبیعی و یافته‌های نادر پاتولوژیک در آن بسیار کمتر روی می‌دهد.